# دانشنامه اجزای دی‌ان‌ای
دانش‌نامهٔ عنصری دی‌ان‌ای یا اِن‌کد، و یا دانشنامهٔ اجزای دی‌ان‌ای، (به انگلیسی: ENCODE)، کوتاه‌شدهٔ (Encyclopedia of DNA Elements) و خود به معنی رمزنویسی؛ یک پروژهٔ پژوهشی دولتی است که توسط مؤسسه ملی تحقیقات ژنوم انسان ایالات متحده آمریکا (NHGRI ان‌اچ‌جی‌آرآی) در سپتامبر ۲۰۰۳ راه‌اندازی شده‌است. (Genomic Research), این پروژه در آغاز به عنوان یک پیگیری برای پروژه ژنوم انسان به اجرا گذاشته‌شد. هدف پروژهٔ ان‌کد شناسایی همهٔ عناصر عملکردی در ژنوم انسان است.
کنسرسیومی از گروه‌های پژوهشی سراسر جهان در این پروژه فعالیت دارند، و داده‌های به دست آمده از این پروژه از راه پایگاه داده‌های عمومی قابل دسترسی است. این پروژه هم‌اکنون سرگرم پایان دادن به فاز سوم خود است، و برای اجرای مرحلهٔ چهارم آن پروژه تمدید خواهد شد.

## انگیزه و اهمیت
برآورد شده که انسان‌ها در حدود ۲۰٫۰۰۰ ژن کد کنندهٔ پروتئین دارند، که در حدود ۱٫۵٪ از دی‌ان‌ای در ژنوم انسان را تشکیل می‌دهد. هدف اصلی پروژهٔ اِن‌کد تعیین نقش مولفه‌های باقی مانده از ژنوم است؛ که بسیاری از آن‌ها؛ به شیوهٔ سنتی، به عنوان "دی‌ان‌ایِ ناخواسته" یا ("junk DNA") «آشغال» در نظر گرفته شده‌اند. فعالیت و بیان ژن‌های کد کنندهٔ پروتئین را می‌توان با گونه‌های اجزای دی‌ان‌ای، مانند پروموتر، توالی‌های تنظیمی رونویسی، و مناطق ساختاری کروماتین، و اصلاح هیستون آن‌ها تلفیق کرد. تصور می‌شود که دگرگونی‌ها در تنظیم فعالیت ژن می‌تواند تولید فرایندهای پروتئین و یاخته (سلول) را مختل و منجر به بیماری شود. (ان‌کد: سابقه و هدف پروژه). تعیین محل این عناصر نظارتی و چگونه آنها رونویسی ژن را تحت تأثیر قرار می‌دهند می‌تواند پیوند بین تغییرات در بیان ژنهای خاص و شکل‌گیری بیماری را نشان دهد.
همچنین، رمزگذاری ان‌کد؛ به عنوان یک منبع جامع، اجازه می‌دهد تا جامعهٔ علمی برای درک بهتری از این که چگونه ژنوم می‌تواند سلامت انسان را تحت تأثیر قرار دهد، و برای «برانگیختن توسعهٔ درمان‌های جدید برای پیشگیری و درمان این بیماری‌ها» در مد نظر قرار داشته‌است.

## کنسرسیوم ان‌کد
کنسرسیوم ان‌کد در درجهٔ اول از پژوهشگرانی که هزینهٔ خدماتشان توسط مؤسسه ملی تحقیقات ژنوم انسان (NHGRI ان‌اچ‌جی‌آرآی) تأمین می‌شود تشکیل شده‌است. دیگر شرکت کنندگان در کمک به این پروژه یا به کنسرسیوم فرا خوانده شده‌اند یا تجزیه و تحلیل گران کار گروه هستند.
فاز آزمایشی شامل هشت گروه تحقیقاتی و دوازده گروه شرکت کننده در فاز توسعهٔ فناوری ان‌کد (پروژه آزمایشی ان‌کد: شرکت کنندگان و پروژه) است. پس از سال ۲۰۰۷، تا پایان فاز آزمایشی تعداد شرکت کنندگان به ۴۴۰ دانشمند از ۳۲ آزمایشگاه در سراسر جهان رسید. در حال حاضر این کنسرسیوم متشکل از کانون‌های مختلف است که کارهای مختلفی را انجام می‌دهند. شرکت کنندگان ان‌کد و پروژه:
1. کانون‌های تولید ان‌کد
2. مرکز هماهنگی داده ان‌کد
3. مرکز تجزیه و تحلیل داده‌های ان‌کد
4. تجزیه و تحلیل محاسباتی جوایز ان‌کد
5. تلاش توسعه فناوری ان‌کد

هستند.

## پروژهٔ ان‌کد
ان‌کد هم‌اکنون در سه مرحله در حال انجام است: فاز آزمایشی و فناوری مرحلهٔ توسعه، که به طور هم‌زمان آغاز شدند. و فاز تولید. مرحله چهارم در فوریه سال ۲۰۱۷ آغاز خواهد گردید.
هدف از فاز آزمایشی شناسایی مجموعه‌ای از روش‌هایی بود که در ترکیب، می‌توانند برای اعمال مقرون به صرفهٔ دقیق و به طور جامع و مشخص مناطق گستردهٔ ژنوم انسان به کار گرفته شوند. فاز آزمایشی برای آشکارسازی شکاف‌ها و کمبودها در مجموعهٔ ابزار موجود روز، برای تشخیص توالی کاربردی، و همچنین برای آزمودن این که آیا برخی از روش‌های مورد استفادهٔ موجود برای استفاده در مقیاس‌های بزرگ ناکارآمد یا نامناسب نباشند. برخی از این دشواری‌ها می‌بایست در مرحلهٔ توسعهٔ تکنولوژی رمزگذاری مورد توجه قرار می‌گرفتند، که تاکنون؛ با ایجاد آزمایشگاه جدید و روش‌های محاسباتی که توانایی برای شناسایی توالی کاربردی شناخته شده یا با کشف عناصر ژنومی کاربردی جدید، به آن‌ها توجه و رسیدگی شده‌است. نتایج حاصل از دو مرحلهٔ اول بهترین مسیر پیش‌رفت را برای تجزیه و تحلیل ۹۹٪ باقی مانده از ژنوم انسان در مرحلهٔ تولید جامع به صورت مقرون به صرفه و کارآمد تعیین کرد.

### فاز نخست پروژهٔ ان‌کد: پروژهٔ آزمایشی
فاز آزمایشی با روش‌های موجود توالی ژنوم انسان را به دقت تست و آن را در مقایسه با بخش تعریف شده‌ای از توالی ژنوم انسان تجزیه و تحلیل کرد. این کار به صورت یک کنسرسیوم باز برگزار شد و پژوهش‌گران با پیشینه‌های گوناگون و کارشناسی‌های مختلفی را؛ برای ارزیابی شایستگی نسبی هر یک از مجموعه‌های متنوع از تکنیک‌ها، فناوری‌ها، و استراتژی‌ها، به دور هم آورد. هم‌زمان فاز توسعهٔ فناوری این پروژه با هدف توسعهٔ روش‌های جدید با توان بالا برای شناسایی عناصر عملکردی به کار پرداخت. هدف از این تلاش شناسایی مجموعه‌ای از روش‌هایی بود که شناسایی جامع از تمام عناصر عملکردی در ژنوم انسان را امکان‌پذیر می‌سازد. از طریق پروژهٔ آزمایشی ان‌کد، مؤسسه ملی تحقیقات ژنوم انسانی (NHGRI ان‌اچ‌جی‌آرآی) ارزیابی توانایی‌های روش‌های مختلف برای تلاش برای تجزیه و تحلیل کل ژنوم انسان و برای پیدا کردن شکاف‌ها در توانایی شناسایی اجزای عملکردی در توالی ژنی را بررسی کرد.
روند پروژهٔ آزمایشی رمزگذاری شامل تعاملات نزدیک میان دانشمندان محاسباتی و تجربی برای ارزیابی تعدادی از روش‌ها برای تدوین ژنوم انسان است. مجموعه‌ای از حوزه‌ها که در حدود ۱٪ (۳۰ مگابایت) از ژنوم انسان را نمایندگی می‌کرد به عنوان هدف برای پروژهٔ آزمایشی انتخاب شد و توسط همهٔ پژوهش‌گران ان‌کد پروژه آزمایشی ان‌کد بررسی شد. همهٔ داده‌های تولید شده توسط شرکت کنندگان ان‌کد در این حوزه‌ها به سرعت در پایگاه داده‌های عمومی منتشر شد.

### انتخاب هدف
برای استفاده در پروژهٔ آزمایشی ان‌کد، حوزه‌های تعریف شده از ژنوم انسان - مربوط به ۳۰ مگابیت، تقریباً ۱٪ از کل ژنوم انسان - انتخاب شدند. این حوزه‌ها به عنوان پایه و اساسی که در آن به آزمایش و ارزیابی اثربخشی و کارایی مجموعه‌ای متنوع از روش‌ها و فناوری‌ها برای پیدا کردن عناصر مختلف عملکردی در DNA انسان به کار گرفته شده است.
قبل از شروع به انتخاب هدف، تصمیم گرفته شد که ۵۰ درصد از ۳۰ مگابیت از پی‌گیری را به صورت دستی انتخاب شوند در حالی که دنباله باقی مانده به طور تصادفی انتخاب شده‌اند. دو معیار اصلی برای نتخاب حوزه‌ها در نظر گرفته شده بودند: ۱) حضور «ژن به خوبی مطالعه شده» یا به عبارت دیگر «عناصر توالی شناخته شده»، و ۲) وجود مقدار قابل توجهی از داده‌های توالی نسبی. در مجموع ۱۴٫۸۲ مگابیت از توالی با شیوهٔ دستی با استفاده از این رویکرد جمع‌آوری شد، که متشکل از ۱۴ هدف بودند و اندازه‌های محدودهٔ آن‌ها از ۵۰۰ کیلوبایت تا ۲ مگابایت بود.
۵۰٪ باقی مانده از ۳۰ مگابایت متشکل از سی هدف، از حوزه‌های ۵۰۰ کیلوبایتی با توجه به یک استراتژی تصادفی نمونه گیری طبقه‌ای و بر اساس تراکم ژن و سطح حفاظت از غیر اگزونی انتخاب شده بودند. تصمیم به استفاده از این معیارهای ویژه به منظور اطمینان یابی از نمونه‌برداری خوبی از؛ نواحی ژنومی با تقاوت‌های گسترده‌ای در محتوای آنها، از ژن‌ها، و دیگر عناصر عملکردی که ازآن ساخته شده‌اند بود.
در مجموع از نه قشر، از هر طبقه، سه منطقه به صورت تصادفی برای پروژه آزمایشی انتخاب شدند. برای کسانی که قشرها کمتر توسط می‌دارد کتابچه راهنمای کاربر، یک منطقه چهارم، انتخاب شد و در نتیجه در مجموع ۳۰ منطقه. برای همه قشرها، یک «پشتیبان» منطقه برای استفاده در صورت بروز مشکل فنی پیش بینی نشده تعیین شد.

#### نتیجه‌های فاز آزمایشی
فاز آزمایشی با موفقیت به پایان رسید و نتایج به دست آمده در ژوئن ۲۰۰۷ در نیچر و نیز در یک شمارهٔ ویژهٔ ژورنال علمی بررسی‌های ژنومی منتشر شد. در این مقاله‌ها که برای نخستین‌بار منتشر می‌شدند پیشرفت «دانش جمعی» در مورد عملکرد ژنوم انسان در چندین زمینهٔ عمده ذکر شد، از جمله در زمینه‌هایی که در زیر برجسته شده‌اند.
- ژنوم انسان، به گونه‌ای پیش‌رونویسی شده، که بیشتر جفت پایه‌های آن، حداقل با یک رونوشت اولیه و بسیاری از متن‌های پیوند مناطق دیستال به جایگاه کد کننده پروتئین هم‌پیوند است.
- بسیاری از پروتئین‌هایدی‌ان‌ای بی‌رمز شناسایی شده‌اند، با بسیاری از این‌ها با جایگاه کد کننده پروتئین (با یکدیگر) تداخل دارند و دیگرانشان در مناطقی از ژنوم قرار دارند که قبلاً تصور می‌شد از نظر رونویسی غیرفعال باشند.
- * شمار بسیار بالایی از سایت‌های ناشناخته‌ماندهٔ «آغاز رونویسی» شناسایی شده‌اند، که بسیاری از آنها ساختار کروماتین‌ی و ویژگی‌های پروتئین پیوندگر دی‌ان‌ای- توالی ویژه را؛ همانند پروموتر‌ها که به خوبی شناخته‌شده هستند، نشان می‌دهند.
- توالی‌های تنظیمی که سایت‌های آغاز رونویسی را احاطه کرده‌اند به طور متقارن توزیع شده‌اند، بی‌آن‌که به سوی مناطق بالادست متمایل باشند.
- * حضور داشتن و فعال بودن الگوهای دسترسی کروماتین و پیرایش هیستون، هر دو، در سایت‌های آغاز رونویسی بسیار قابل پیش‌بینی هستند.
- سایت‌های دارای حساسیت فوق‌العاده دیستال DNaseI، الگوهای پیرایش هیستون مشخصه‌ای دارند که به صورت قابل اعتمادی آنها را از پروموترها متمایز می‌سازد؛ برخی از این سایت‌های دیستال علائمی که با عملکرد آن‌ها به عنوان عایق سازگار است را نشان می‌دهند.
- زمان همانندسازی دی‌ان‌ای (تکثیر دی‌ان‌ای)، با ساختار کروماتین هماهنگ است.
- در پستانداران، در مجموع ۵ درصد از پایگاه‌های ژنی در ژنوم می‌توانند با اطمینان به عنوان قرار داشتن زیر فشار تکاملی شناسایی شوند؛ برای حدود ۶۰٪ از این زیر فشار تکاملی‌ها، شواهدی از عملکردشان، بر اساس نتیجه‌های به دست آمده از سنجش‌های تجربی تا به امروز، انجام شده‌است.
- هرچند زمینه‌های مشترک و کلی بین آن نواحی ژنومی که تحت فشار تکاملی مشخص قرار دارند به عنوان یک تابع به وسیلهٔ آزمایش تجربی نشان داده‌شده‌اند، همه پایگاه‌های درون این مناطق تجربیِ تعریف شده، شواهدی از محدودیت نشان نمی‌دهند.